# Tmarus minutus
Tmarus minutus är en spindelart som beskrevs av Banks 1904. Tmarus minutus ingår i släktet Tmarus och familjen krabbspindlar. Inga underarter finns listade i Catalogue of Life.